# Wildhorn
Il Wildhorn (3.248 m s.l.m.) è una montagna delle Alpi Bernesi.

## Descrizione
Si trova lungo la linea di confine tra il Canton Vallese ed il Canton Berna.
La montagna fu scalata per la prima volta nel settembre 1843 da Gottlieb Samuel Studer. La via di salita più facile avviene partendo dal lago Iffig e passando dalla Wildhornhütte (2.303 m).